# Ivar Osterman
Otto Ivar Osterman, född den 11 maj 1876 i Lund, död den 20 april 1932 i Stockholm, var en svensk militär och tidningsman. Han var son till Justus Osterman.
Osterman blev underlöjtnant vid Svea artilleriregemente 1897 och löjtnant där 1903. Han genomgick artilleri- och ingenjörhögskolans allmänna och högre kurs 1898–1902 och gymnastiska centralinstitutet 1903–1904. Osterman var militärassistent vid Statens järnvägar 1905–1910 och sakkunnig vid rättegången om Malmslättsolyckan 1912–1913. Han blev kapten i reserven 1914. Osterman var verkställande direktör för Stockholms dagblad 1913–1918 och huvudredaktör där 1917–1919. Han var verkställande direktör för Haldataxametern från 1920. Osterman blev riddare av Svärdsorden 1925. Han vilar på Norra begravningsplatsen utanför Stockholm.